# Bomberman Jetters
Ne doit pas être confondu avec Bomberman Jetters (jeu vidéo).
Bomberman Jetters (ボンバーマンジェッターズ, Bonbāman Jettāzu) est une série télévisée d'animation produite par les studios Gallop, Studio Deen et Nihon Ad Systems série dérivée de Bomberman Elle est diffusée au Japon du 2 octobre 2002 au 24 septembre 2003 sur TV Tokyo, avec un total de 52 épisodes.

## Personnages
- White Bomber est un Bomberman natif de la planète Bomber. White Bomber est très maladroit et assez stupide. Il détruit des choses par accident, contrairement à son frère aîné Mighty. Ses accidents ont tendance à aggraver une situation critique, au grand dam de Shout. Il se vante sans cesse de tout ce qu'il a accompli, aussi petit soit-il. White Bomber peut parfois faire des erreurs, mais il a toujours de bonnes intentions et essaie toujours d'aider. Il a 10 ans. White Bomber ne semble pas se mettre en colère contre Shout, peu importe le nombre de fois où elle crie, le maudit et le frappe (bien que ce soit uniquement par peur d'inciter encore plus la colère de Shout, plutôt que par affection). Il a rejoint les Jetters dans l'épisode 2, grâce à la relation de Momo avec le Dr Ein.
- Shout est la chef des Jetters, qui a remplacé Mighty après sa disparition. Elle est la seule femme membre des Jetters. Shout s'en prend à White Bomber, mais elle se soucie en fait de lui comme d'un frère. Elle dit que quand il sera plus grand, il dirigera les Jetters, tout comme Mighty l'a fait autrefois. Sa mère est morte dans un accident de vol spatial alors qu'elle était bébé. Son âge est inconnu, mais elle semble avoir à peu près le même âge que White Bomber. Dans sa vie civile, elle dirige un restaurant de ramen.
- Mermaid Bomber - également anciennement connu sous le nom de Bomber Mermaid, est un personnage féminin au thème aquatique originaire du jeu Bomberman Online et de l'anime Bomberman Jetters et de l'adaptation en jeu vidéo de la franchise Bomberman. Cependant, contrairement à la plupart des personnages de sirène, elle possède une paire de pattes de poisson. Elle a également une énorme et mignonne nageoire dorsale robotique à l'arrière de sa robe de poisson. La seule fois où nous la voyons officiellement comme une sirène traditionnelle avec une queue de sirène rose, c'est lorsqu'elle saute de l'océan pour devenir humaine sur terre pendant le combat, tout comme dans le conte de fées original de Hans Christian Andersen, La Petite Sirène. Elle rappelle à certains fans le Western Bomberman d'Ariel de la franchise La Petite Sirène de Disney. Chez Bomberman Jetters en général, elle peut être égoïste et ennuyeuse envers les autres, comme Shout, White Bomber et même Mujoe, qu'elle considère comme son père humain adoptif, mais en réalité même elle a aussi un côté solitaire car elle en a marre de être seul. se sentir exclu, être un bombardier sur le thème des sirènes. Bien qu'elle ait un intérêt amoureux non partagé pour Birdy, il ne peut malheureusement pas vivre avec elle en permanence dans la mer car il est un extraterrestre terrestre. Sinon il se noierait sous l'eau. Mujoe agit comme une figure paternelle stricte envers elle dans Bomberman Jetters, comme le roi Triton l'était envers Ariel dans la franchise La Petite Sirène de Disney.
- Flame Bomber est un personnage de bombardier sur le thème du feu qui est originaire de l'anime Bomberman Jetters et de l'adaptation en jeu vidéo de la franchise Bomberman. Il a une personnalité enfantine et ne prend généralement pas son rôle de méchant au sérieux et il considère le combat contre les ennemis comme un jeu. Il rappelle également à certains fans occidentaux de Bomberman "Inferno Lance-Flammes" de la franchise Cartoon Network Ben 10.
- Thunder Bomber, originaire du jeu Bomberman Online (2001), est un personnage de Bomber sur le thème de la foudre dans l'anime et le jeu vidéo Bomberman Jetters. Il est le chef le plus féroce mais aussi le plus sage de l'équipe Bomber Shitennou. Il semble être le plus mature des Bomber Shitennou, pour ne pas dire le plus paranoïaque : là où ses frères jouent ou se lient d'amitié avec leurs rivaux, Thunder Bomber prend son travail au sérieux. Il respecte Mujoe et s'inquiète pour Grand Bomber lorsqu'il se lie d'amitié avec White Bomber mais envisage même de rejoindre les Jetters. Convaincu que Max tente de virer Mujoe de son travail, il prétend même qu'il s'agit d'un complot ! Le champ de bataille de Thunder Bomber n'est jamais montré physiquement dans l'anime, mais c'est un stade électronique dans les jeux vidéo.
- Grand Bomber est un personnage de bombardier sur le thème du rock dans l'adaptation animée et en jeu vidéo Bomberman Jetters. C'est un membre gigantesque des Bomber Shitennou qui est amical envers les autres comme Shout, White Bomber et même Mujoe. Son champ de bataille est une ferme dans l'anime, mais c'est un sous-sol dans les jeux vidéo. Cependant, Grand Bomber est le moins intelligent du groupe, facilement dérouté par ce que les autres disent, même s'il a de l'intelligence. Cependant, il est plus mature que Flame et Mermaid et même Thunder Bomber et est le membre le plus amical, le plus gentil et le plus bienveillant des Shitennou. Il révèle qu'il veut être un riziculteur pacifique plutôt que de devoir se battre pour le Hige Hige.

## Mangas
Deux ouvrages publiés dans le mensuel CoroCoro Comic. Il a été écrit par Tomofumi Matsubara et a commencé la sérialisation en septembre 2002, mais en raison de la mauvaise santé de Matsubara, il a été interrompu dans le numéro de mars 2003, et à partir du numéro d'avril, il a été remplacé par une œuvre de Takeshi Tamai. Seule la version Tamai Takeshi sortira sous forme de livre.

## Anime>
Un anime télévisé diffusé dans le cadre de l'activité "Bomberman Renaissance" visant à renforcer la marque de la série de jeux Bomberman d'Hudson. Cette activité était centrée sur la diffusion d'animes et visait un développement à long terme, comme la fabrication de divers biens et jeux.
Le studio est adapté en une série télévisée d'animation co-produite par Gallop de 52 épisodes diffusés sur TV Tokyo entre le 2 octobre 2002 et le 24 septembre 2003.
En tant qu'animation liée à Bomberman, il s'agit du premier travail en deux ans depuis B-Daman Bakugaiden V (produit par TV Asahi Nagoya TV, diffusé de 1999 à 2000), mais en tant qu'animation télévisée purement basée sur Bomberman. Ce travail est le premier.

## Jeux vidéo
- 2002 : Bomberman Jetters
- 2003 : Bomberman Jetters Mobile
- 2003 : Bomberman Jetters: Game Collection